# Guillermo de Stolberg-Wernigerode
El conde Guillermo de Stolberg-Wernigerode (13 de mayo de 1807, Wernigerode-6 de marzo de 1898, Jannowitz) fue un General de Caballería prusiano, señor de Jannowitz en Silesia y diputado de la Cámara de los Señores de Prusia.

## Biografía

### Origen
Guillermo era el hijo mayor del conde Constantino de Stolberg-Wernigerode (1779-1817) y de Ernestina von der Recke y miembro de la casa condal de Stolberg-Wernigerode. Después de la muerte de su padre durante una estancia en el balneario de Carlsbad, Reino de Bohemia, Guillermo se hizo cargo de las propiedades de su padre en Silesia, bajo tutela, a la edad de diez años.

### Carrera militar
Stolberg ingresa el 3 de agosto de 1825 en el 1º Regimiento de Dragones de la Guardia del Ejército prusiano, convirtiéndose en subteniente el 17 de abril de 1827 y en ayudante de campo del príncipe Guillermo de Prusia. El 24 de diciembre de 1837, renuncia como teniente primero para consagrase a la gestión de sus dominios de Jannowitz y Kupferberg en el departamento de Hirschberg-Monte de los Gigantes.
El 7 de julio de 1849, se reincorpora al ejército prusiano como capitán de caballería en el regimiento del Cuerpo de la Guardia. El 22 de junio de 1852, pasa a ser mayor y sirve como ayudante en la división de caballería de la Guardia. En octubre de 1856, se convierte en oficial del estado mayor del Regimiento de coraceros de la Guardia y pasa a ser teniente coronel. Entre 1856 y 1859, comanda el 4º Regimiento de húsares en Oels. El 18 de mayo de 1859 es promovido a coronel y toma el mando de la 12.ª brigada de caballería en Neisse. El 23 de julio de 1861, cesa con el carácter de mayor general a petición propia para dedicarse de nuevo a sus dominios.

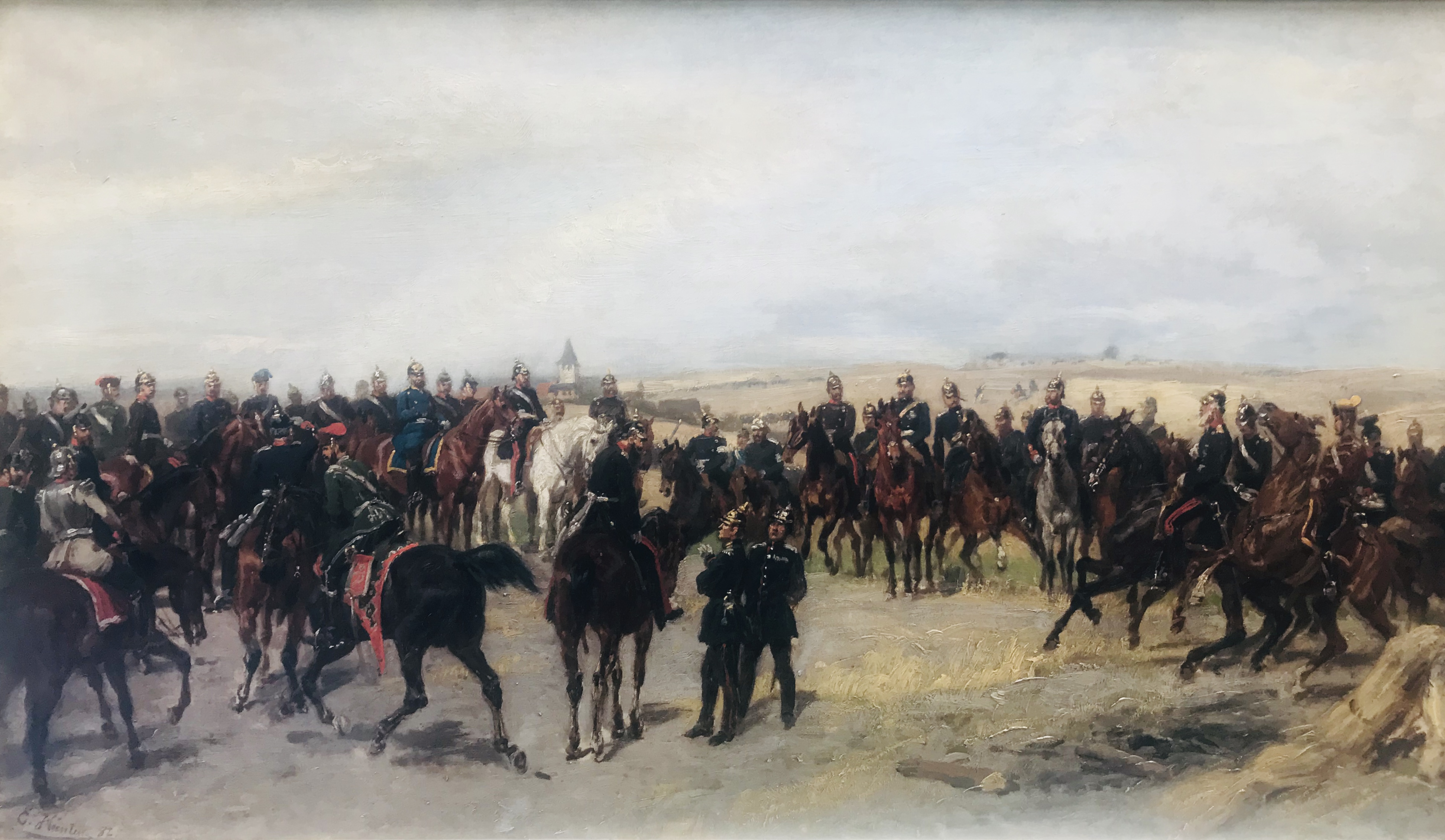
Informe al general de caballería Guillermo de Stolberg-Wernigerode en tanto que general al mando saliente (sobre el caballo blanco) por el general de división Friedrich Wilhelm von Rauch; Pintura al óleo por Emil Hünten, 1882.

Tras el estallido de la guerra contra Austria, en mayo de 1866, se incorpora de nuevo al ejército a partir de mayo de 1866 como comandante de la 6ª brigada de caballería del Landwehr y cubre la frontera con Galitzia, pero su caballería es forzada a batirse en retirada por la resistencia del enemigo en Auschwitz. Tras la paz, Stolberg es promovido a teniente general y nombrado el 18 de mayo de 1867 comandante de la 12.ª división de infantería en Neisse. Al estallar la guerra contra Francia en julio de 1870, se convierte en comandante de la 2ª división de caballería, que lleva su nombre. Su división forma parte del 3º Ejército a las órdenes del príncipe heredero Federico Guillermo de Prusia y no se reunió completamente hasta el 7 de agosto en Maguncia. Esta cubre el flanco izquierdo del 3º Ejército en Sedán y en su progreso hacia París. Tras la batalla de Coulmiers, la división pasa al departamento del ejército recién formado del Gran Duque de Mecklemburgo-Schwerin y combate en la región de Orleans en noviembre. Después de esto, la división de Stolberg pasa bajo el comando supremo del 2º Ejército del príncipe Federico Carlos de Prusia. Esta cubre la persecución del enemigo hacia el oeste a principios de 1871 en dirección a Le Mans.
Después de la guerra, Stolberg es nombrado comandante general del VII Cuerpo de Ejército en Münster el 5 de septiembre de 1871. En este puesto, Stolberg es promovido a General de Caballería el 22 de marzo de 1873 y nombrado jefe del 4º Regimiento de húsares el 2 de septiembre, y recibe la Gran cruz de la Orden del Águila Roja con hojas de roble y espadas. En reconocimiento a sus largos años de servicio el rey Guillermo I lo nombró caballero de la Orden del Águila Negra el 22 de marzo de 1880. Conservando su puesto de jefe del regimiento de dragones, Stolberg se retira el 15 de abril de 1882 y es condecorado con el título de Gran comandante de la Orden real de la Casa de Hohenzollern. Tras su despedida, se retira a sus tierras de Jannowitz.

### Familia
El 11 de noviembre de 1835, se casa con la condesa Isabel de Stolberg-Roßla (1817-1896), hija del conde Augusto de Stolberg-Roßla y de la condesa Carolina de Erbach-Schönberg. Su mujer murió dos años antes que él en Dresde. Su largo matrimonio de 61 años produjo 14 hijos:
- Mariana (1836-1910) casada con Federico de Solms-Laubach (1833-1900)
- Luitgarda (1838-1917) casada en 1859 con el Príncipe Enrique XV de Reuss (fallecido en 1869), hijo de Enrique LXIII de Reuss-Köstritz
- María (1840-1919)
- Inés (1842-1904) casada con el príncipe Hermann de Solms-Hohensolms-Lich (1838-1899)
- Constantino (1843-1905), presidente de la provincia prusiana de Hannover, casado con la condesa Antonia de Stolberg-Wernigerode (1850-1878)
- Carlos (1845-1874)
- Augusto (1847-1885)
- Ernesto (1849-1907)
- Adolfo (nacido y fallecido en 1850)
- Gertrudis (1851-1852)
- Magdalena (1853-1863)
- Margarita (1855-1928)
- Hermann (1856-1923)
- Antonio (1859-1922)